# Placa Sul-Americana
A Placa Sul-Americana é uma placa tectônica que abriga o continente da América do Sul e a parte oeste do Oceano Atlântico Sul, se estendendo aproximadamente da Dorsal Meso-Atlântica até a Cordilheira dos Andes no sentido longitudinal e das Ilhas Malvinas à costa venezuelana no sentido latitudinal. É a menor das 7 maiores placas, com cerca de 43,6 milhões de quilômetros quadrados, se for considerado que as placas Indiana e Australiana são uma única placa, a Placa Indo-Australiana. A placa divide-se em dois tipos diferentes de Crosta: oceânica e continental, sendo a parte oceânica rasa (cerca de 15 quilômetros) e formada pela Dorsal Meso-Atlântica num limite divergente de placas, contendo algumas das rochas mais jovens do planeta; e a parte continental, em sua maior parte acima sob superfície, com espessuras que chegam a 200 quilômetros nas áreas cratônicas (algumas das regiões mais antigas da litosfera terrestre) e contendo em sua parte oeste a maior cordilheira do planeta, os Andes. 

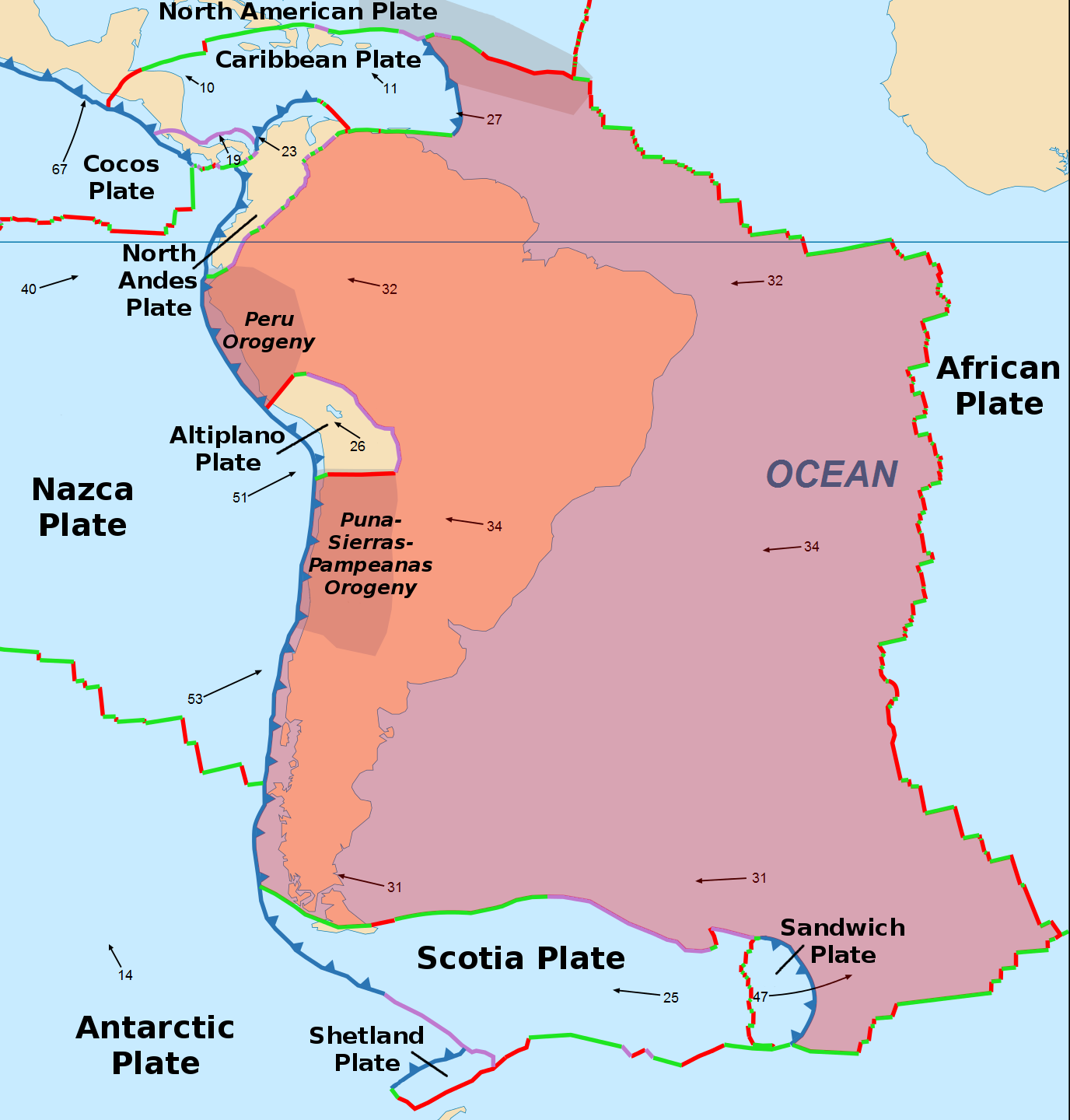
Placa Sul-Americana

Os limites da Placa Sul-Americana são heterogêneos e possuem taxas de construção e consumo variáveis. São gerados cerca de 35 milímetros por ano de Crosta no limite divergente e construtivo da Dorsal Meso-Atlântica, o que significa que África e América do Sul se afastam 70 milímetros por ano. A Placa de Nazca subducta cerca de 79 milímetros por ano para debaixo da Placa Sul-Americana, gerando a Cordilheira dos Andes como resultado, que ainda recebe influência da zona de subducção da Placa Antártica à sudoeste, com taxas de 20 milímetros por ano, e do limite transformante na costa venezuelana à norte com a Placa Caribenha. A interação Placa Sul-Americana e Caribenha é pode ser dada por limites transformantes nos limites longitudinais e destrutivos no limites latitudinais, com a Placa Sul-Americana sendo consumida a uma taxa de 18 milímetros por ano numa interação placa oceânica-oceânica. Ao sul a interação das placas Antártica e Sul-Americana é em maior parte dada por falhas transformantes, assim como boa parte com os limites da Placa de Scotia, que subducta sobre a Placa Sul-Americana na região das Ilhas Malvinas; a Placa Sul-Americana subducta em todo seu contato, disposto de maneira norte-sul, com a microplaca de Sandwich, a uma taxa média de 78 milímetros por ano.
A Placa Sul-Americana possui duas microplacas interiores, a Placa Norte dos Andes, na parte noroeste do continente e que é responsável pela parte norte da Cadeia Andina e a Placa do Altiplano, na parte oeste englobando o sul peruano e o norte chileno. A região interna do continente, com crátons e faixas móveis, permitem um melhor entendimento de como as diferentes porções crustais se juntaram e deram origem à América do Sul.

## Principais Crátons da Placa Sul Americana

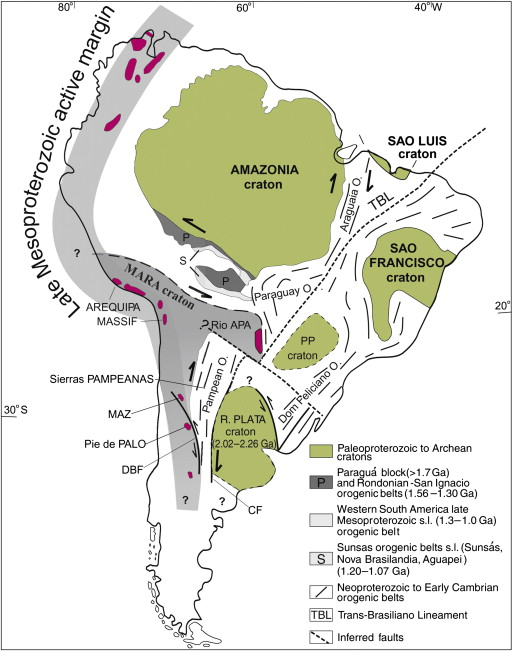

A partir de cerca de 900 Ma, no início do Neoproterozóico, o Supercontinente Rodínia começou a se fragmentar, formando riftes e propiciando intrusões magmáticas, levando à separação de vários continentes e à abertura de oceanos entre eles. Microcontinentes ou blocos continentais, também foram retrabalhados por processos termotectônicos no Ciclo Brasiliano. Na Placa Sul Americana, os continentes referidos constituíram os crátons Amazônico, São Francisco e São Luís, além de outro cráton com pequena área exposta no Uruguai e o restante oculto sob a Bacia do Paraná, conhecido como cráton Rio de la Plata.

### Cráton Amazônico
O Cráton Amazônico situa-se na parte norte da América do Sul e recobre uma área de cerca de quatro milhões de quilômetros quadrados, sendo limitado a leste e a sudeste pelo Cinturão Móvel Araguaia, de idade Neoproterozóica, e a oeste pela Cadeia Andina. Está contido predominantemente Brasil, mas entende-se ao norte para países vizinhos: Venezuela, Guiana, Suriname e Guiana Francesa.
O Cráton Amazônico é uma entidade geotectônica que teve comportamento estável no Neoproterozoico, limitada a oeste pelo Sistema Orogênico do Tocantins, a nordeste por pequena porção da Província Margem Continental Equatorial e no restante por cobertura de sedimentos fanerozoicos periandinos. Ele expõe o seu embasamento nas províncias Tapajós, que corresponde à parte ocidental do Escudo do Brasil Central e Rio Branco, separadas pela Província Amazonas (que inclui a Bacia do Alto Tapajós). A Província Rio Branco coincide com o Escudo das Guianas.
Considerando a vastidão territorial abrangida por essa porção cratônica, as dificuldades de acesso e a densa cobertura de floresta tropical, o conhecimento geológico acerca da região está em constante evolução. Datações geocronológicas U-Pb em zircões e dados isotópicos de Sm-Nd, sugerem a divisão do Cráton Amazônico em oito províncias geotectônicas, sendo as províncias Carajás-Imataca, Transamazônica, Tapajós-Parima e Rondônia-Juruena atribuídas ao desenvolvimento de arcos magmáticos à processos de acresção e as províncias Amazônia Central, Rio Negro, K’Mudku e Sunsás atribuídas à reciclagem de crosta continental. 
Dentre os compartimentos geotectônicos, destacam-se cinco das oitos províncias geotectônicas pela ocorrência de depósitos auríferos: Carajás-Imataca, Transamazônica, Tapajós-Parima, Rondônia-Juruena e Rio Negro. A Província Carajás situada no sudeste do Estado do Pará e o Cinturão Imataca localizado no extremo norte do Cráton Amazônico, também são detentores de grandes reservas de minério de ferro.

### Cráton São Francisco
O Cráton São Francisco está situado no centro-leste do Brasil, entre os sistemas orogênicos Borborema, ao norte, Tocantins, a oeste, e Mantiqueira, a leste. Encontra-se em sua maior parte nos estados da Bahia e de Minas Gerais, com pequenas porções em Sergipe, Pernambuco, Tocantins e Goiás.
Em conjunto com os crátons do Amazonas, de São Luís e Rio de La Plata, o Cráton do São Francisco corresponde às porções internas das placas tectônicas, que foram aglutinadas no final do Proterozóico, formando a porção oeste de Gondwana. O Cráton do São Francisco é definido como um bloco continental estabilizado por volta de 1,8 bilhões de anos e limitado pelos sistemas orogênicos brasilianos Mantiqueira, Tocantins e Borborema.
O cráton São Francisco é compartimentado em três setores: setor Oriental, no leste da Bahia,  marcado pela atuação destacada de processos do Ciclo Transamazônico; o Central, na porção mediana do estado bahiano, marcado pela presença de unidades mesoproterozoicas, e o Ocidental, que exibe principalmente unidades neoproterozoicas. Ao redor do cráton, situam-se os cinturões orogênicos Brasilianos, estando a Faixa Araçuaí a sudeste; a Faixa Ribeira a sul; a Faixa Brasília a oeste; a Faixa Rio Preto a noroeste e as Faixas Riacho do Pontal e Sergipana a norte.
O embasamento é representado por rochas arqueanas e do Paleoproterozóico (Transamazônico), e coberturas e migmatitos do Paleoproterozóico (pós-Transamazônico) a Cambriano. No Arqueano, desde o Paleoarqueano até cerca de 2,6 Ga, formaram-se complexos gnáissicos granitoides, greenstone belts, pacotes metavulcanossedimentares e metassedimentares, assim como uma profusão de granitoides orogênicos. Esse embasamento foi intensamente afetado durante o ciclo Transamazônico. 
Durante o Paleoproterozoico, no Ciclo Transamazônico, a área dos crátons do São Francisco e do Congo se fragmentou, separando quatro blocos continentais: Gavião, Jequié, Serrinha e a porção oeste da Bahia. Da colisão desses blocos continentais resultaram os cinturões orogênicos do Leste da Bahia  e Cinturão Mineiro.
As coberturas pré-cambrianas sobre o cráton São Francisco subdividem-se em Grupo Espinhaço, do interior da faixa de dobramentos exposta na Serra do Espinhaço, e Grupo Bambuí com as formações correlativas sobre o cráton do São Francisco, que representam a sedimentação marinha resultante de sua submersão quase total. O complexo superior da cobertura cratônica compreende a Formação Jequitaí, em Minas Gerais, a Formação Bebedouro, na Bahia, o extenso Grupo Bambuí, a Formação Três Marias, os grupos Estância e Rio Pardo e camadas correlativas, conhecidas sob outras denominações. 

### Cráton São Luís
O Cráton São Luís está situado no Norte do Maranhão e no Nordeste do Pará e constitui-se de rochas aflorantes Pré-Silurianas . Esse cráton compreende rochas vulcânicas, granitóides e metavulcanossedimentares, de Idades Paleoproterozóicas, remanescentes do Cráton do Oeste Africano, que estão limitadas à Sul pela faixa móvel Gurupi.
O embasamento do cráton São Luís  é representado pelo Metatonalito Igarapé, de 2,6 Ga, que constitui a única unidade arqueana da área. No Paleoproterozóico formaram-se os pacotes metavulcanossedimentares Gurupi, Aurizona, Chega Tudo, e granitóides. Dentre os granitóides destaca-se a Suíte Tromaí, de 2.170- 2.150 Ma, de composição TTG cálcio-alcalina e pós-colisional, em corpos até batolíticos e incluindo rochas vulcânicas e diques de riolitos e dacitos. O Granito Areal (gnaisses sienograníticos e monzograníticos), de 150 Ma, foi separado da Suíte Tromaí. 
No Neoproterozóico originaram-se a Formação Marajupema, interpretada como um pacote sedimentar de menos de 1.100 Ma, a intrusão sienítica de Boca Nova, que pode ser relacionada com manifestação distensiva de 730 Ma na intraplaca que foi gnaissificada por metamorfismo de médio grau, no Evento Brasiliano e o granito Ney Peixoto, de 550 Ma, constituído por sienogranitos  pouco deformado, é um corpo sin- ou tarditectônico do Evento Brasiliano. Essas unidades representam o Ciclo Brasiliano no Domínio Interior. Por fim, no Cambriano-Ordoviciano se depositaram as formações Viseu, Igarapé de Areia e Piriá, interpretadas como acumulações de bacia de antepaís do Ciclo Brasiliano.
O entendimento da evolução considera toda a área como produto de acresção de platôs, arcos insulares e bacias retroarco à crosta arqueana que existiu no Paleoproterozóico. As acresções teriam promovido metamorfismo e deformação das unidades metavulcanossedimentares e gerado granitoides sin- a pós-tectônicos em duas etapas, de 2.160-2.130 Ma e 2.080-2.070 Ma. Esse bloco arqueano estaria representado no Cráton Amazônico e na África. Esse quadro transamazônico foi modificado no Neoproterozóico, quando se diferenciam, no Ciclo Brasiliano, dois compartimentos geotectônicos: o Cráton São Luís correspondente ao Domínio Costeiro e o Cinturão Orogênico Gurupi representado pelo Domínio Interior.

### Cráton Rio de la Plata
O Cráton Rio de la Plata é a área cratônica compreendida entre Uruguai, leste da Argentina e sul do Brasil. Originalmente, esse cráton foi definido como a porção do Uruguai correspondente ao Domínio Piedra Alta, e parte da Argentina (Sierra de Tandília) que teve comportamento estável no Ciclo Brasiliano. Ele estabilizou-se por volta de 1,8 Ga e no Evento Brasiliano foi sítio de implantação de bacias com enchimento tardi- a pós- -tectônico e vulcanitos félsicos e máficos, bem como de intrusões de granitoides anorogênicas.
O domínio Piedra Alta, consiste em uma porção transamazônica, e encontra-se a oeste da Zona de Cisalhamento transcorrente anti-horária Sarandí del Yi. A leste dessa, encontra-se o domínio arqueano Nico Pérez , que consiste em um terreno granito-greenstone de 3,4-3,1 Ga e em metassedimentos acavalados em 2,7 Ga. 
A Zona de Cisalhamento de Sierra Balena separa os domínios dos grupos Lavalleja e Rocha. A sul e leste, o domínio Nico Pérez é separado pela Zona de Cisalhamento Fralle Muerto-Maria Albina, do Grupo Lavalleja, com granitos orogênicos associados e cobertura molássica do Grupo Arroyo del Soldado. 
Da zona de cisalhamento Fraile Muerto-Maria Albina, o cráton estende-se  até o domínio Taquarembó no Rio Grandes do Sul a sul do Lineamento Ibaré. A continuidade para norte desse lineamento não está definida, mas é considerada como o cráton ao qual foi acrescida a Faixa São Gabriel e como a entidade cratônica que teria interagido com os crátons Kalahari e do Congo para gerar os cinturões Tijucas e Ribeira.

## Amalgamento
O formato atual da Placa Sul-Americana e seu posicionamento no globo são resultado de diversos eventos, de quebras e junções de outras placas, envolvendo a formação e ruptura de supercontinentes. Estes eventos são chamados de Ciclos Tectônicos. Os ciclos tectônicos são conhecidos por diferentes nomenclaturas em cada continente. No Brasil, o Ciclo Brasiliano foi o último e, assim como o Ciclo Transamazônico, demonstra uma ampla incidência sobre todo o território brasileiro.

### Ciclo Transamazônico
O Ciclo Transamazônico teria se iniciado com a fragmentação do Supercontinente Kenorano, por volta de 2,45 Ga. Pacotes sedimentares, diques, intrusões e derrames máficos no começo do Paleoproterozoico indicam que havia um regime distensivo. Os continentes menores formados nesse processo voltaram a se aglutinar no intervalo entre 1,9 a 1,8 Ga, formando o Supercontinente Columbia.
O Orógeno Transamazônico do Cráton Amazônico se estende por 900.000 km² através do Brasil, Guiana Francesa, Suriname, Guiana e Venezuela, sendo um dos maiores cinturões orogênicos expostos do mundo. Outras faixas do Ciclo Transamazônico são reconhecidas nos outros dois crátons da América do Sul, o São Francisco e o La Plata, entretanto o cinturão Transamazônico no Cráton Amazônico é uma área extensa e contínua, enquanto nos outros dois crátons, as rochas Transamazônicas constituem vários fragmentos crustais menores, variavelmente afetados pelas colisões do Ciclo Brasiliano.
No Brasil, extensas áreas são atribuídas a esse ciclo, mas faltam ainda dados para situá-las e demarcar os domínios geotectônicos.

### Brasiliano
O Ciclo Brasiliano teve início a partir da Tafrogênese Toniana entre ~950 Ma e 800 Ma e termina entre 510 Ma e 490 Ma com o colapso dos orógenos e transição para um novo regime extensional. O período de maior atividade orogênica, entre 670 Ma e 550 Ma, está associado a intenso tectonismo, metamorfismo de alto grau e expressiva granitogênese.
Esse importante ciclo geodinâmico, supercontinental, envolvendo a Plataforma Sul-Americana, foi responsável pela formação, durante o Neoproterozóico, de extensas faixas dobradas nas regiões Nordeste, Centro-Oeste, Sudeste e Sul do Brasil. Sua história inicia com a fragmentação do supercontinente Rodinia e termina com a aglutinação do Gondwana.
Ele ocorreu de forma diacrônica entre o Toniano e o Cambriano, através de diversos eventos tectônicos, sedimentares, magmáticos e metamórficos. Assim, o Ciclo Brasiliano teve vários eventos de convergência e colisão, referidos como eventos Brasiliano I, II e III.
O domínio Brasiliano da Plataforma Sul-Americana registra uma complexa colagem orogênica, representando sistemas ramificados de orógenos, datados desde os ciclos tectônicos do Toniano até o Ordoviciano Primitivo. Este domínio inclui vários núcleos cratônicos menores formados por unidades rochosas arqueanas e paleoproterozóicas, amalgamadas por cinturões de dobras gerados durante pelo menos cinco ciclos orogênicos.
Após os diversos eventos colisionais a América do Sul fazia parte do supercontinente Gondwana e em sua borda sudoeste e sul desenrolou-se uma complexa história de margem continental ativa na qual desenvolveu-se o Cinturão Terra Australis, que se estendia por quase 20.000 km, com largura de mais de 1.600 km.O cinturão teve evolução complexa, com processos de subdução e acresção de arcos insulares, cadeias submarinas e de terrenos, inclusive pré-cambrianos (Vaughan e Pankhurst 2008) e se consolidou em torno de 230 Ma (Triássico), quando se formou o Pangea. Desde então está se desenvolvendo a cadeia dos Andes, na margem ativa da América do Sul, em grande parte superposta ao Terra Australis. 

## Pangeia e ruptura
Durante toda a Era Paleozoica os continentes foram se amalgamando até formar o supercontinente Pangea, a partir da colisão de dois blocos principais, Gondwana e Laurásia, durante o Permocarbonífero, entre 359 e 251 milhões de anos atrás. Na maior parte do Paleozoico, a América do sul encontrava-se no hemisfério sul do globo terrestre e sua extremidade meridional localizava-se próxima ao Polo Sul. 
Há cerca de 220 Ma atrás, no Triássico, o supercontinente Pangea começou a sofrer grandes rupturas e a se partir em pedaços continentais menores. Começava assim o Estágio de Ativação da Plataforma Sul-Americana. O antigo continente Gondwana foi dividido, retomando a individualidade do Paleozoico, mas  também começou a se fragmentar em pedaços menores. Diversas atividades tectônicas desenvolveram-se durante a quebra do continente Gondwana, logo após a fragmentação de Pangea. A América do Sul começou a se separar da África por causa do surgimento de fossas tectônicas (do tipo rifte) entre elas, ligadas à atividade de plumas mantélicas, que foram responsáveis pela erupção de gigantescos volumes de lava basáltica por sobre o continente sul-americano. Bacias e profundas evoluíram até o aparecimento do vulcanismo basáltico na fenda crustal que separou definitivamente as duas massas continentais e deu origem ao Oceano Atlântico Sul.

## Os Andes
Os Andes são a maior cadeia montanhosa da Terra, se estendendo por toda a borda oeste da placa Sul-Americana. É uma orogenia cuja origem data do Triássico, quando na margem oeste da América do Sul, partícipe da Pangéia nessa altura, um sistema de subducção de idade Neoproterozóica foi reativado. Está em orogênese contínua desde cerca de 30 milhões de anos, com um dos vulcanismos e atividade sísmica mais ativos da atualidade. Os processos geotectônicos orogênicos também permitiram a formação de depósitos de alto valor econômico, como de Fe, Au, Ag e notadamente Cobre, metal que o Chile detém uma grande parcela na exploração e comércio mundial. Muitos outros metais e minerais são minerados na cordilheira. 
Com a quebra de Rodínia, sugere-se que o primeiro evento geotectônico da  região foi um rifteamento e, logo em seguida, uma subducção por inversão de tensão, com o amalgamento de território no Cambriano, como indicam as bacias Puncoviscana e Tucavaca além de granitóides na Bolívia e Argentina. Um subsequente rifteamento de idade Cambriana e colisão da Laurásia no início do Ordoviciano suturou terrenos laurentianos na América do Sul, como Cuyania, Chilenia e Chibcha. O terceiro estágio da evolução andina foi a colisão da América do Sul e do Norte para a formação da Pangéia, dessa vez colando partes da Laurásia como os terrenos Tahuin e Tahami e pressionando terrenos do Norte dos Andes. O quarto evento tectônico foi durante a orogenia Gondwanides, no início do Permiano, com o amalgamento dos terrenos Mejillonia e Patagônia à América do Sul. 
A abertura do Oceano Atlântico no Jurássico pode ter influenciado uma nova fase de subducção na margem oeste do continente. O movimento relativo da parte oeste de Gondwana em direção à Noroeste produziu um sistema de trincheira com empuxo anti-horário da placa, que criou um um regime extensional que controlou a subducção. A placa do Norte dos Andes acrescentou território ao continente com uma série de colisões de arco de ilhas e platôs de Crosta Oceânica resultantes da interação com a Placa Caribenha. Os setores Central e Sul dos Andes alteraram em períodos de quiescência e abstinência de processos orogenéticos, com construção de edifícios montanhosos e dobramentos extensivos. 
A cordilheira integra a região chamada de Círculo de Fogo do Pacífico, com um tectonismo bem ativo. Colisão do tipo arco vulcânico é bem evidente nos Andes, e o magmatismo varia de batólitos até atividade extrusiva e piroclástica, com heterogeneidade em sua distribuição. As placas de Nazca e Antártica subductam com diferenças angulares entre si e elas mesmas apresentam variações. Parte das subducções apresentam graus menores que 15°, permitindo uma ampla atividade sísmica com hipocentros bem distribuídos ao longo de toda subducção e os tremores são mais abundantes. Em outros segmentos a subducção fica perto de 30°, e nessas regiões há um vulcanismo associado e uma concentração dos hipocentros próximos ao magmatismo, que tende a ser explosivo.